# María Bernaldo de Quirós
María de la Salud Bernaldo de Quirós Bustillo (Madrid, 26 de março de 1898 – 26 de setembro de 1983) foi a primeira mulher em Espanha a conseguir um brevet de piloto de aviação. Teve o seu exame aprovado a princípios de outubro de 1928 e recebeu a licença da Escola Nacional Aeronáutica a 24 novembro. O primeiro piloto varão espanhol, Benito Loygorri, tinha realizado seu primeiro voo em Espanha sete anos antes.